# Aeropuerto Internacional de Ellinikon
El Aeropuerto Internacional de Ellinikon (IATA: ATH, OACI: LGAT), algunas veces referido como Ellinikón (en griego: Ελληνικόν) fue el aeropuerto internacional de Atenas durante sesenta años hasta 2001, cuando fue reemplazado por el Aeropuerto Internacional Eleftherios Venizelos. Está localizado a 7 km al sur de Atenas, y justo al oeste de Komnina. Su nombre hace referencia a la ciudad griega de Ellinikon.

## Características
El aeropuerto tenía dos terminales; la terminal oeste para Olympic Airways (actual Olympic Air) y la terminal este para vuelos internacionales. Su código IATA, ATH es actualmente utilizado por el Aeropuerto Internacional Eleftherios Venizelos. Está rodeado por casas residenciales y playas en hacia el este y hacia el sur por el Glyfada Golf Club junto con el límite municipal Ellinikon-Glyfada.
Tras su cierre al tráfico de pasajeros, la porción noroeste del aeropuerto fue redesarrollado, con las pistas siendo convertidas en un parque deportivo donde se desarrollaron las pruebas de canotaje/kayak slalom, hockey sobre hierba, béisbol, y sóftbol durante los Juegos Olímpicos de Atenas 2004. Otra de las obras en el aeropuerto relacionadas con los juegos olímpicos incluyeron el reacondicionamiento de uno de los hangares para convertirlo en el estadio principal para las pruebas de esgrima y baloncesto.
A pesar de estas masivas remodelaciones cambiaron los sectores norte y oeste de Ellinikon, parte de la pista aún sobrevive y existe la posibilidad de que se siga utilizando como un aeropuerto de aviación general (con una pista significativamente acortada). El centro de radar de Atenas aún se encuentra allí. 
Desde la finalización de los Juegos Olímpicos de Atenas 2004, ha habido mucha discusión acerca del redesarrollo de lo que queda del viejo aeropuerto y sus pistas en un parque urbano con el objetivo de aliviar la necesidad que tiene Atenas de mayores espacios verdes. Si este proyecto se realiza, el parque urbano de Ellinikon se convertiría en uno de los mayores de Europa.
Sin embargo, debido a la crisis griega del Euro, el área del aeropuerto de Hellinikon es uno de los activos públicos que han sido puestos a la venta para su privatización.

## Historia
El Aeropuerto Internacional de Ellinikon fue construido en 1938. En 1963 el famoso arquitecto finlandés Eero Saarinen diseñó el edificio de la Terminal Este.
Previo al cierre al servicio de pasajeros, el aeropuerto estuvo sirviendo a 12 millones de pasajeros por año.
Durante la Guerra Fría, el Gobierno griego autorizó a la Fuerza Aérea de los Estados Unidos a hacer uso del aeropuerto desde 1945 hasta 1993 para asistir al Comando de Transporte Aéreo en los vuelos entre Roma y el Medio Oriente y para facilitar la ayuda de los Estados Unidos a Grecia y Turquía bajo el Plan Marshall.

## Incidentes
A lo largo de su historia, el Aeropuerto Internacional de Ellinikon fue el punto de partida de varios secuestros de aeronaves y detonaciones. Algunos de los más mediatizados son:
- 8 de septiembre de 1974: El vuelo 841 de Trans World Airlines que se dirigía desde Ellinikon hacia Roma se estrelló 18 minutos después del despegue, en lo que luego se determinó que fue una detonación de una bomba.
- 27 de junio de 1976: El vuelo 139 de Air France que partió del aeropuerto con destino a París, fue secuestrado y desviado hacia Bengasi y Entebbe.
- 14 de junio de 1985: El vuelo 847 de Trans World Airlines que se dirigía a Roma, fue secuestrado hacia Beirut y Argel.
- 14 de noviembre de 1985: El vuelo 648 de EgyptAir que partió de Ellinikon con destino a El Cairo fue secuestrado y desviado hacia Malta.

El aeropuerto era también el destino de otros dos ataques:
- 29 de agosto de 1969: El vuelo 840 de Trans World Airlines, que partió de Roma con destino a Ellinikon fue secuestrado por luchadores por la LIBERTAD del PFLP hacia Damasco.
- 2 de abril de 1986: El vuelo cubriendo la misma ruta y con el mismo número de vuelo, fue detonado durante el trayecto, expulsando y matando a cuatro personas al aire. La aeronave aterrizó sin problemas.